# Picrofarmacolita
La picrofarmacolita és un mineral de la classe dels minerals fosfats. Va ser descoberta l'any 1819 en una mina de Richelsdorf del districte de Hersfeld-Rotenburg, estat de Hesse (Alemanya), sent nomenada així per la seva similitud amb la farmacolita i el seu escàs contingut de magnesi -picro-.

## Característiques químiques
És un arsenat hidroxiarsenat de calci i magnesi, hidratat.

## Hàbit

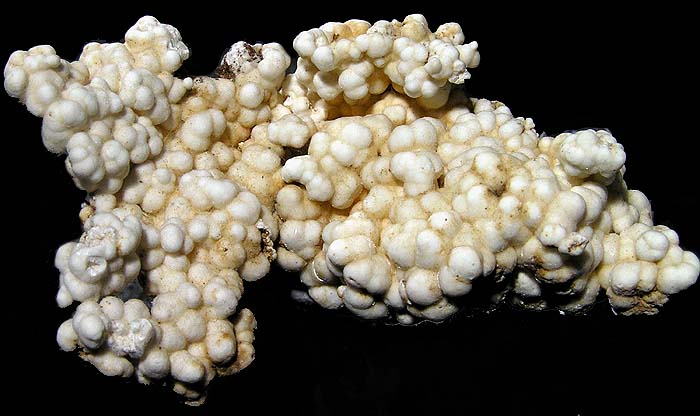
Un extremadament ric exemple d'agregats esfèrics agrupats de picrofarmacolita

El més comú és que els cristalls siguin aciculars, disposats en raïms radials, rares vegades en prismes rectangulars allargats.
És molt típic que formin raïms esfèrics oberts a botroidals, en petites a microscòpiques perles, amb una estructura foliada radiada interna, o bé com a agregats de fibres.

## Formació i jaciments
Apareix com a mineral de formació secundària a les zones d'oxidació dels jaciments minerals de metalls rics en l'element arsènic, quan reaccionen amb les roques càlciques. Normalment és un producte format després de perforar les mines, apareixent en forma d'eflorescències en les parets de les galeries.
Sol trobar-se associat a altres minerals com: eritrina o farmacolita.